# Die alte Dame und die Tauben
Die alte Dame und die Tauben ist ein animierter Kurzfilm von Sylvain Chomet aus dem Jahr 1997. Er entstand in französisch-kanadisch-belgisch-britischer Koproduktion.

## Handlung
In Paris fotografiert sich eine dicke Touristenfamilie vor dem Eiffelturm. Als der stark übergewichtige Sohn der Familie eine Tüte Popcorn fallen lässt, greift ein extrem abgemagerter Gendarm in die Tüte, bevor er das Weite sucht. Er geht in den Park, wo er fette Tauben sieht, die alle einem Ort zustreben. Hier füttert eine alte Frau die Vögel mit kleinen Törtchen. Dem Gendarm läuft das Wasser im Mund zusammen. Nachts träumt er, dass die alte Frau ein Spanferkel mit in den Park bringt und er wie eine Taube am Schwein zu fressen beginnt, bevor er von lebensgroßen Tauben zu Tode gepickt wird. Er erwacht schreiend, doch der Traum hat ihn auf eine Idee gebracht.
Am nächsten Tag folgt er der Frau zu ihrer Wohnung. In der folgenden Nacht baut er sich aus dem Gefieder einer echten Taube, die ihm unweit der Wohnung der Frau vor die Füße gefallen war, einen riesigen Taubenkopf, und zieht sich Handschuhe aus Federn an. Er begibt sich zur Wohnung der alten Frau, die ihn als Taube ansieht und zu füttern beginnt. Jeden Tag geht der schmächtige Gendarm nun zur alten Frau, begegnet im Hausflur einer Nachbarin und isst sich bei der alten Frau satt. Er wird immer dicker, bis er kaum noch durch die Türen passt. Zu Weihnachten speist er wie üblich bei der Frau, merkt jedoch, dass er zunehmend betrunken wird. Sie hat das Essen mit Whisky versetzt. In einem Nebenraum sieht der Mann, wie die alte Frau eine riesige Geflügelschere schleift. An ihrer Seite steht die Nachbarin, die der Mann jeden Tag im Hausflur gesehen hat – sie ist als Katze verkleidet und wird von der alten Frau als Haustier angesehen. Der Mann will fliehen, doch hat die alte Frau die Haustür verschlossen. Die Frau macht mit der Geflügelschere Jagd auf den Mann, der am Ende aus dem Fenster springt und sich durch den Schnee nach Hause schleppen kann.
Ein Touristenvideo zeigt den Gendarm später wieder spindeldürr; er pickt mit den Tauben unweit des Eiffelturms Körner auf.

## Produktion
Chomet hatte nach seinem Abschluss an der Angueleme 1987 zunächst in London als Comic- und Werbezeichner gearbeitet und war 1990 nach Frankreich zurückgekehrt. Auf dem Festival d’Animation Annecy beeindruckte ihn der Kurztrickfilm Creature Comforts so sehr, dass er 1991 mit der Arbeit an seinem Debütfilm La vieille dame et les pigeons begann, den er schließlich 1996 abschloss. Die Hintergrundzeichnungen des Films stammen von Nicolas de Crécy, mit dem Chomet studiert hatte.

## Auszeichnungen
Auf dem Festival d’Animation Annecy erhielt der Film 1997 den Cristal d’Annecy. Zudem gewann er 1997 einen BAFTA als Bester animierter Kurzfilm und erhielt einen Genie Award als Bester animierter Kurzfilm. Der Film gewann auf der World Animation Celebration den Großen Preis.
Die alte Dame und die Tauben wurde 1998 für einen Oscar in der Kategorie „Bester animierter Kurzfilm“ nominiert, konnte sich jedoch nicht gegen Geri’s Game durchsetzen. Der Film war 1998 für einen César als Bester Kurzfilm nominiert. Auf dem Hiroshima International Animation Festival war Die alte Dame und die Tauben für einen Grand Prix nominiert.